# Ellis Island, les portes de l'espoir
Pour les articles homonymes, voir Ellis Island.
Ellis Island, les portes de l'espoir (Ellis Island) est une mini-série américaine en trois épisodes totalisant 7 heures avec publicités, et diffusée du 11 au 14 novembre 1984 sur le réseau CBS.
Au Québec, elle est diffusée en sept parties d'environ 45 minutes à partir du 28 octobre 1985 à la Télévision de Radio-Canada, et en France en trois parties à partir du 20 janvier 1986 sur Antenne 2.

## Fiche technique
- Titre original : Ellis Island
- Réalisation : Jerry London
- Scénario : Christopher Newman d'après une nouvelle de Fred Mustard Stewart
- Directeurs de la photographie : Ennio Guarnieri, Jack Hildyard et Dudley Lovell
- Montage : John J. Dumas, James Galloway et Bernard Gribble
- Musique : Zeljko Marasovich
- Costumes : Barbara Lane
- Décors : Robert W. Laing
- Production : Nick Gillott
- Genre : Drame
- Pays :  États-Unis
- Durée : 420 minutes
- Date de diffusion :
  -  États-Unis : 11 novembre 1984 sur CBS

## Distribution
- Peter Riegert : Jacob Rubinstein
- Gregory Paul Martin : Marco Santorelli
- Claire Bloom : Rebecca Weiler
- Judi Bowker : Georgiana « Georgie » O'Donnell
- Kate Burton : Vanessa Ogden
- Joan Greenwood : Mrs Levitska
- Ann Jillian : Nellie Byfield
- Lila Kaye (en) : Kathleen O'Donnell
- Stubby Kaye : Abe Shulman
- Alice Krige : Bridget O'Donnell
- Cherie Lunghi : Una Marbury
- Melba Moore : Flora Mitchum
- Milo O'Shea : Casey O'Donnell
- Emma Samms : Violet Weiler
- Ben Vereen : Rosco Haines
- Faye Dunaway (VF : Evelyn Selena) : Maud Charteris
- Richard Burton (VF : Jean-Claude Michel) : Sgt. Phipps Ogden
- Michael Byrne : Dr Carl Travers
- Julian Holloway (en) : Florenz Ziegfeld
- Liam Neeson : Kevin Murray
- Frances de la Tour : Millie Renfrew
- Bruce Boa : Dr Moore

## Autour de la série
Cette série marque la toute dernière apparition de Richard Burton. L'acteur décéda trois mois avant la première diffusion télévisée.

## Distinctions

### Récompense
- Golden Globes 1985 :
  - Meilleure actrice dans un second rôle dans une série, une mini-série ou un téléfilm pour Faye Dunaway[2]

### Nomination
- Golden Globes 1985 :
  - Meilleur acteur dans un second rôle dans une série, une mini-série ou un téléfilm pour Ben Vereen[3]